# Ковзанярський спорт на зимових Олімпійських іграх 1948
Змагання з ковзанярського спорту на зимових Олімпійських іграх 1948 проходили в Санкт-Моріц, Швейцарія на висоті 1856 м над рівнем моря на тій же високогірній «Олімпійській ковзанці Санкт-Моріц», на якій проходили змагання зимових Олімпійських ігор 1928.
Змагання пройшли з 31 січня по 3 лютого.
У змаганнях взяли участь 68 спортсменів з 15 країн. У рамках змагань було розіграно 4 комплекта нагород. 12 ковзанярів змагалися на всіх чотирьох дистанціях. Медалі завоювали представники чотирьох країн. Найбільше нагород зібрали ковзанярі збірної Норвегії. На дистанції 500 м три спортсмена показали однаковий час і розділили друге місце.

## Розклад
| День   | Дата     | Змагання     |
| ------ | -------- | ------------ |
| День 1 | 31 січня | 500 метрів   |
| День 2 | 1 лютого | 5000 метрів  |
| День 3 | 2 лютого | 1500 метрів  |
| День 4 | 3 лютого | 10000 метрів |

## Країни—учасниці
| - - Австрія (3) - Бельгія (1) - Велика Британія (5) - Данія (1) - Італія (4) - Канада (4) - Нідерланди (4) - Норвегія (12) | - - Південна Корея (3) - США (9) - Угорщина (5) - Фінляндія (5) - Чехословаччина (1) - Швейцарія (5) - Швеція (6) |

В дужках вказана кількість спортсменів від країни.

## Таблиця медалей
| Місце | Країна          | Золото | Срібло | Бронза | Загалом |
| ----- | --------------- | ------ | ------ | ------ | ------- |
| 1     | Норвегія (NOR)  | 3      | 2      | 1      | 6       |
| 2     | Швеція (SWE)    | 1      | 1      | 1      | 3       |
| 3     | США (USA)       | 0      | 2      | 0      | 2       |
| 4     | Фінляндія (FIN) | 0      | 1      | 1      | 2       |
|       | Усього          | 4      | 6      | 3      | 13      |

## Чемпіони та медалісти
| Дисципліна             | Золото                    | Срібло                                                                | Бронза                    |
| Чоловіки: 500 метрів   | Фінн Гельдесен · Норвегія | Кен Бартоломью · США Томас Бюберг · Норвегія Роберт Фіцджеральд · США | —                         |
| Чоловіки: 1500 метрів  | Сверре Фарстад · Норвегія | Оке Сейфарт · Швеція                                                  | Одд Лундберг · Норвегія   |
| Чоловіки: 5000 метрів  | Рейдар Ляклев · Норвегія  | Одд Лундберг · Норвегія                                               | Гете Гедлунд · Швеція     |
| Чоловіки: 10000 метрів | Оке Сейфарт · Швеція      | Лассі Парккінен · Фінляндія                                           | Пентті Ламміо · Фінляндія |